# Jong VLD
Jong VLD ou Jeunes VLD est l'organisation de jeunesse des Libéraux et Démocrates flamands (Open Vld), un parti politique belge. C'est une organisation de jeunesse politique indépendante qui veut propager l'idéologie libérale et motiver les jeunes à se familiariser avec la politique. Les jeunes de 14 à 35 ans peuvent devenir membres. Jong VLD est actif au niveau local, provincial, national et international.

## Histoire
Le prédécesseur de la Jeune VLD était la Liberale Jonge Wachten(1872-1961). Cette association de jeunesse libérale trouve ses origines dans les milieux étudiants urbains. La première branche de la jeune garde libérale est fondée en 1872 à Anvers. D'autres succursales locales ont rapidement suivi, opérant indépendamment les unes des autres. En 1904, une association, le Nationaal Verbond der Liberale Jonge Wachten (NVJW) est fondée. En 1907, 97 sections étaient déjà affiliés à cette Association nationale.
L'objectif de la Liberale Jonge Wachten était de défendre et de diffuser les idéaux libéraux. Cela s'est fait à travers de nombreuses activités, telles que la participation à des conférences ou des campagnes électorales, l'organisation de bals, de gala et de dîners au profit de causes caritatives. En 1923, l'association obtient plusieurs sièges au conseil du Parti libéral.
En raison de divers changements de nom, les Liberale Jonge Wachten ont évolué après la Seconde Guerre mondiale pour devenir l'actuel Jong VLD.
De nombreux membres du conseil d'administration des  Liberale Jonge Wachten sont devenus des politiciens libéraux bien connus, tels que Frans Grootjans et Willy De Clercq.

## Présidents
| Fédération de la jeunesse libérale de Belgique (1950-1962)               | Fédération de la jeunesse libérale de Belgique (1950-1962) |
| Chaise                                                                   | Période                                                    |
| ------------------------------------------------------------------------ | ---------------------------------------------------------- |
| Jean Van Crombrugge                                                      | 1950-1953                                                  |
| Franz Janssens                                                           | 1953-1954                                                  |
| Frans Grootjans                                                          | 1954-1957                                                  |
| Willy De Clercq                                                          | 1957-1958                                                  |
| Jacques Waefelaer                                                        | 1958-1960                                                  |
| Pierre Cabuy                                                             | 1961                                                       |
| François Muller                                                          | 1961-1963                                                  |
| Ligue nationale de la jeunesse pour la liberté et le progrès (1962-1971) |                                                            |
| Herman De Croo                                                           | 1963-1966                                                  |
| Jean-Pierre Poupko                                                       | 1966-1968                                                  |
| Charles Petitjean                                                        | 1968-1970                                                  |
| Gustave Van Wichelen                                                     | 1970-1972                                                  |
| Jean Ghislain                                                            | 1972-1974                                                  |
| Jeunesse PVV (1971-1992)                                                 |                                                            |
| Willy Schollaert                                                         | 1971-1974                                                  |
| Freddy Neyts                                                             | 1974-1976                                                  |
| Pierre Jassogne                                                          | 1976-1977                                                  |
| Karel de Gucht                                                           | 1977-1979                                                  |
| Guy Verhofstadt                                                          | 1979-1982                                                  |
| Alfons Van Hauter                                                        | 1982-1985                                                  |
| Jan Nolf                                                                 | 1985-1986                                                  |
| Geert Versnick                                                           | 1986-1991                                                  |
| Guy Serra                                                                | 1991-1993                                                  |
| Jong VLD (1993-présent)                                                  |                                                            |
| Didier de Buyst                                                          | 1993-1994                                                  |
| Éric Fine                                                                | 1994-1996                                                  |
| Pierre Reekmans                                                          | 1996-1998                                                  |
| Koen Minne                                                               | 1997                                                       |
| Joe De Ro                                                                | 1998-1999                                                  |
| Ronny Slotmans                                                           | 1999-2002                                                  |
| Stéphane Noreilde                                                        | 2002-2003                                                  |
| Dewi Van De Vyver                                                        | 2003-2005                                                  |
| Edouard Rossens                                                          | 2005-2007                                                  |
| Philippe De Backer                                                       | 2007-2010                                                  |
| Guillaume Aerts                                                          | 2010-2011                                                  |
| Frédérick Vandeput                                                       | 2011-2013                                                  |
| Bert Schelfhout                                                          | 2013-2015                                                  |
| Maurice Vande Reyde                                                      | 2015-2017                                                  |
| Hans Maas                                                                | 2017-2019                                                  |
| Tess Minnes                                                              | 2019-2021                                                  |
| Philippe Nys                                                             | 2021-présent                                               |

## Activités
Jong VLD organise un large éventail d'activités, telles que :
- des débats d'actualité
- des débats thématiques autour de 4 thématiques saisonnières par an
- des congrès
- une université saisonnière

Chaque année il décerne le boulet bleu, un prix qui présente la politique ou le libéralisme sous un mauvais jour.
Tout comme son homologue wallon, les Jeunes MR, Jong VLD est membre de la  LYMEC, l'organisation de jeunesse libérale d'Europe.

## Gestion
Au niveau national, Jong VLD est constitué en organisation à but non lucratif. Les élections ont lieu tous les deux ans. Le président élu et les 30 membres élus (3 par province, 15 pour la région entière), sont complétés par les anciens présidents encore membres, et forment l'assemblée générale. Cette AG se réunit plusieurs fois par an pour modifier les statuts, nommer de nouveaux administrateurs, approuver les comptes annuels et un certain nombre d'autres tâches administratives. Le conseil d'administration est composé de 30 membres démocratiquement élus (3 par province, 15 pour la région flamande), plus un président et d'éventuels administrateurs cooptés. Le CA prend toutes les décisions qui ne peuvent être considérées comme des opérations courantes et se réunit en principe tous les mois (sauf en juillet). Ces réunions sont ouvertes à tous les membres. De ce conseil, 9 administrateurs forment actuellement le comité. Les membres du conseil d'administration sont tous des bénévoles de l'organisation. Un mandat dure 2 ans.

### Comité actuel
Le comité est élu au sein du conseil d'administration et s'acquitte des tâches de gestion quotidienne. Depuis 2021, ce sont:
- Président : Philippe Nys
- Vice-président et secrétaire général : Bram Meeuw
- Vice-président et trésorier : Cato Willems
- Vice-président et secrétaire politique : Arthur Orlians
- Vice-président et secrétaire politique international : Brent Usewils
- Coordinateur de la stratégie : Sepp Tyvaert
- Coordonnateur de la communication : Arno Paulus
- Coordonnatrice de la formation : Dyllis de Pessemier
- Coordinateur réseau et relations extérieures : Gertjan Roels